# Родниковская
Родниковская — станица в Курганинском районе Краснодарского края. Административный центр Родниковского сельского поселения.

## География
Станица находится на правом берегу реки Лабы, в 15 км выше по течению (южнее) районного центра — города Курганинска.
Окрестные места славились мощными родниками, которые, отчасти, сохранились и сейчас. Адыгейцы называли это место Псынакъо — Родниковое. Вероятно, русские поселенцы лишь перевели это название на свой язык.

## Улицы
| - пер. Красноармейский, - пер. Привокзальный, - ул. 1-я Степная, - ул. 2-я Степная, - ул. 40 лет Победы, - ул. Восточная, - ул. Голышеватая, - ул. Калинина, - ул. Карла Маркса, - ул. Кирова, - ул. Комсомольская, - ул. Константиновская, | - ул. Кооперативная, - ул. Красина, - ул. Красноармейская, - ул. Краснопартизанская, - ул. Кубань, - ул. Курганинская, - ул. Лабинская - ул. Ленина, - ул. Лесная, - ул. Майкопская, - ул. Набережная, - ул. Новая Кубань, - ул. Октябрьская, - ул. Первомайская, - ул. Подгорная, - ул. Привокзальная, - ул. Пушкина, - ул. Садовая, - ул. Свободы, - ул. Советская, - ул. Стадная, - ул. Филатова, - ул. Чапаева, - ул. Школьная. |  |

## История
Станица образована в 1857 году. Ей предшествовал Родниковский пост 1842 года  под командованием казака-офицера. Родниковская — станица Курганинского района Краснодарского края, на правом берегу реки Лабы, возникшая в 1857 г. Окрестные места славились мощными родниками, которые, отчасти, сохранились и сейчас. Адыгейцы называли это место ( Псынакъо ) - Родниковое. Вероятно, русские поселенцы лишь перевели это название на свой язык. По неуточнённым данным сейчас в станице проживает примерно 8500 человек.
Это одна из самых крупных станиц Курганинского района. До районного центра – города Курганинск, где находится Северо-Кавказская железная дорога – 15 км. Доехать туда можно за 10 минут на маршрутках, перерыв между которыми – полчаса.
До города Лабинска – 9 км, добраться туда можно на пригородных и междугородних автобусах. Интервал движения – около часа. До города Краснодара, где находится ближайший аэропорт – 200 км.

## Население
| Численность населения | Численность населения | Численность населения | Численность населения | Численность населения | Численность населения |
| 1959                  | 1979                  | 2002                  | 2010                  | 2016                  |                       |
| --------------------- | --------------------- | --------------------- | --------------------- | --------------------- | --------------------- |
| 7971                  | 7607                  | 8811                  | 8346                  | 8914                  |                       |

Бо́льшая часть населения станицы — русские (91,3%), также проживают армяне (3,8%) и др

## Инфраструктура
В станице имеется центральный рынок, и расположенная рядом с ним "Аллея Дружбы", больница, дом-интернат для престарелых, специальная коррекционная школа-интернат. Также на территории поселения размещено несколько магазинов, в т. ч. "Идеал", "Родниковское сельпо", "Автомаг", "Магнит" и построенная в 2016 году "Пятерочка",  несколько частных аптек. В станице расположено две АЗС: при выезде из станицы  с улицы Ленина, по направлению к Курганинску,  рядом с которой высятся 3 сотовые вышки, и при выезде в сторону Лабинска с улицы Краснопартизанской. Имеется 2 школы и 2 детских садика. Также достоянием инфраструктуры станицы является Дом Культуры, расположенный на улице Первомайская (напротив Аллеи Дружбы).
В 2019 году открыт построенный спортивный комплекс по губернаторской программе. Стоимость спорткомплекса -  более 24 миллионов рублей, в том числе 7,7 миллиона – из местного бюджета. Также за счет средств  бюджета поселения выполнены работы по благоустройству территории, освещению, проектирование и устройство наружных электро- и газосетей и технологическое присоединение к сетям, ограждение и другие работы. Площадь комплекса - 1164 кв.м.

## Упоминания в литературе
1. Ф.И. Елисеев С КОРНИЛОВСКИМ КОННЫМ - Издательство Астрель, АСТ, 2003 - 656 с.